# La Portellada
La Portellada település Spanyolországban, Teruel tartományban. La Portellada La Fresneda, Valderrobres, Ráfales és Fórnoles községekkel határos. Lakosainak száma 241 fő (2024).

## Népesség
A település népessége az utóbbi években az alábbiak szerint változott:
| Lakosok száma | 308  | 277  | 276  | 262  | 254  | 234  | 246  | 235  | 236  | 241  |
|               | 2001 | 2004 | 2007 | 2009 | 2012 | 2014 | 2017 | 2019 | 2022 | 2024 |